# 테선데를로

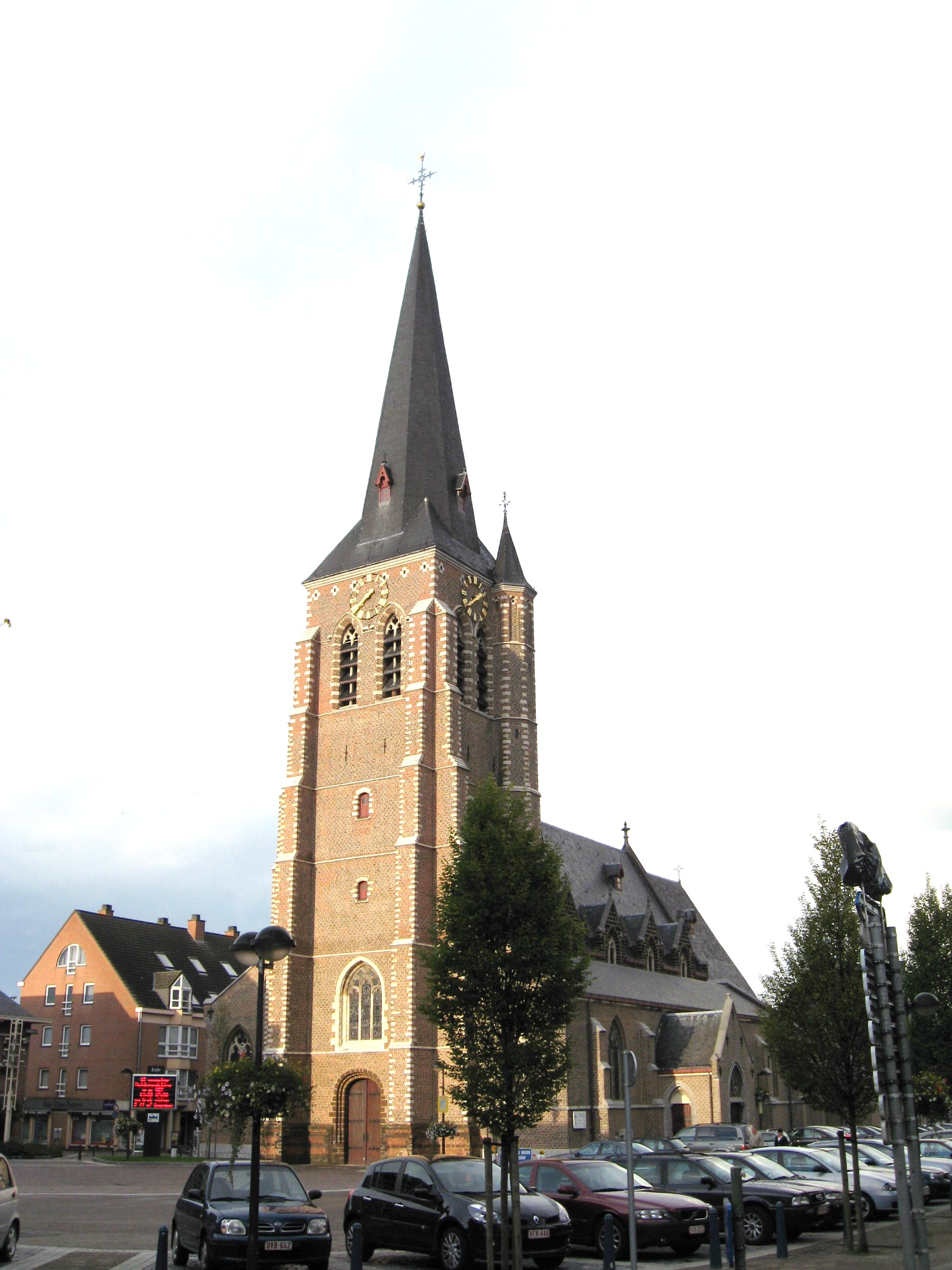

테선데를로(네덜란드어: Tessenderlo)는 벨기에 림뷔르흐주의 도시이다.